# Конище
Конище (укр. Конище) — село в Ратновской поселковой общине Ковельского района Волынской области Украины.
До 2020 года входило в Ратновский район.
Код КОАТУУ — 0724286005. Население по переписи 2001 года составляет 554 человека. Почтовый индекс — 44106. Телефонный код — 3366. Занимает площадь 0,675 км².